# 마르산
마르산(Marsanne)은 오베르뉴론알프 레지옹에 있는 드롬 데파르트망에 위치한 프랑스의 코뮌이다.

## 같이 보기
- 드롬주의 코뮌 목록